# María Reimóndez
María Reimóndez Meilán (Lugo, 1975) es una escritora , feminista y doctora en traducción e interpretación española. Cultiva tanto la narrativa y la poesía como el ensayo y el teatro.
Es también fundadora de la organización de cooperación internacional Implicadas/os no Desenvolvemento, de la que fue presidenta hasta 2013, además de fundadora de la Asociación Galega de Profesionais da Traducción e da Interpretación.

## Trayectoria
María Reimóndez escribe desde los seis años, aunque su primer libro publicado es de 2002 (Moda Galega). En su juventud fue ganadora de varios premios, como el Rúa Nova o el Minerva. También colaboró con O son das buguinas, un libro y DVD solidarios promovidos por Implicadas/os no Desenvolvemento, organización no gubernamental de la que fue fundadora.
Colaboró con artículos de opinión en la plataforma digital Vieiros y en el periódico A Nosa Terra. Además, forma parte del grupo de investigación Feminario de Investigación: Feminismos e Resistencias (Teorías e Prácticas) de la Universidad de Vigo, donde realiza una tesis sobre la interacción del feminismo, poscolonialismo y la traducción.
El 8 de marzo de 2017 recibió el I Premio Xohana Torres de ensayo y creación audiovisual, por el ensayo Rosalía de Castro, tradutora feminista, en diálogo con Erín Moure.

## Obra

### Poesía
- Moda galega (Positivas, 2002).
- Kleinigkeiten/cousiñas  (Fabulatorio, 2013).
- Moda gallega reloaded (Positivas, 2013).
- Presente continuo (Xerais, 2013).

### Narrativa
- O caderno de bitácora (Positivas, 2004). Novela.
- O club da calceta (Xerais, 2006. Publicada en italiano, como Il club della calzetta, editorial Gran Via, 2007, en castellano, como El club de la calceta, editorial Algaida, 2008, y en francés, como Lee Club du tricot, en la editora Solanhets, 2015). Novela.
- Pirata (Xerais, 2009). Novela.
- En vías de extinción (Xerais, 2012). Novela.
- Desde o conflicto (Xerais, 2014). Novela.
- A música dos seres vivos (Xerais, 2015). Novela.
- A dúbida (Xerais, 2016). Novela.

### Literatura infantil-juvenil
- Usha (Xerais, 2006).
- O can Trampulleiro (Comarca del Salnés) (Everest Galicia, 2007).
- Colegas do futuro (Comarca del Ortegal) (Everest Galicia, 2007).
- Misterio no Deza (Comarca del Deza) (Everest Galicia, 2007).
- O trasno burlón (Comarca de la Coruña) (Everest Galicia, 2007).
- Unha viaxe no tempo (Comarca de Quiroga) (Everest Galicia, 2007).
- A videoconsola (Comarca de Vigo) (Everest Galicia, 2007).
- Lía e as zapatillas de deporte (Xerais, 2008).
- O monstro das palabras (Xerais, 2009).
- Volvo! O regreso de Usha (Xerais, 2014).
- Corredora (Xerais, 2017).

### Ensayo
- A alternativa está aquí (2014). Vigo: Xerais. 144 páxs. ISBN 978-84-9914-626-3. ePub: ISBN 978-84-9914-748-2.
- Corpos exorbitantes. Rosalía de Castro, tradutora feminista, en diálogo con Erín Moure (2017). USC.
- A casa do amo. Unha análise do discurso colonial e racista na literatura galega (2024). Vigo: Xerais. 152 páxs. ISBN 978-84-1110-472-2.

### Traducciones
- Entre o costume e a ruptura, de Rachna Mara (Xerais, 1998) del inglés.
- Ionqui, de Melvin Burguess (Xerais, 1999) del inglés.
- Ra e cerdo, de Max Velthuis (Xerais, 1999) del inglés.
- Ra e lebre, de Max Velthuis (Xerais, 2000) del inglés.
- Ra e pato, de Max Velthuis (Xerais, 2000) del inglés.
- Ra e rata, de Max Velthuis (Xerais, 2000) del inglés.
- Boas noites!, de Rotraut Susanne Berner (Xerais, 2001) del alemán.
- Bos días!, de Rotraut Susanne Berner (Xerais, 2001) del alemán.
- Orelliñas vai de compras, de Rotraut Susanne Berner (Xerais, 2001) del alemán.
- As cousas de Berta, de Roger Collinson (Xerais, 2002) del inglés.
- Onde está Orelliñas?, de Rotraut Susanne Berner (Xerais, 2002) del alemán.
- Mitos e lendas hindús (Positivas, 2002) del inglés.
- Os tres amigos, de Helme Heine (Xerais, 2002) del alemán.
- O coche de carreiras, de Helme Heine (Xerais, 2003) del alemán.
- Teatriños ou Aturuxos calados, de Erín Moure (Galaxia, 2007) del inglés.
- A filla do filósofo, de Elena Poniatowska (Galaxia, 2009) del castellano.
- Despois da medianoite, de Salma (Xerais, 2011).

### Obras colectivas
- O son das buguinas (Xerais, 2007).
- Vanakkam. Benvidas (Implicadas/os no Desenvolvemento, 2007).
- De cando a primavera cría que era inverno (Junta de Galicia, 2008).
- Educación e Paz III. Literatura galega pola Paz (Xerais, 2008).
- Letras novas (Asociación de Escritores en Lengua Gallega, 2008).
- Camiñan descalzas polas rochas (Tris Tram, 2010).
- II Encontro Cidade da Coruña. Mulleres na literatura (2010).
- Cociñando ao pé da letra (Galaxia, 2011). Colaboración con varios autores sobre poesía y cocina.
- Urbano. Homenaxe a Urbano Lugrís (La Nave de las Ideas, 2011).
- As que rubimos montañas (Meubook/Implicadas, 2012).
- Feminismos (Xerais, 2013). Con Olga Castro.
- _XX In_éditos_ (Universidad de la Coruña, 2013).
- 150 Cantares para Rosalía de Castro (2015, libro electrónico).
- De Cantares Hoxe. Os Cantares Gallegos de Rosalía de Castro en el siglo XXI (2015, Fundación Rosalía de Castro/Radio Gallega).

## Premios
- Viguesa distinguida en 2024.[3]
- Premio de Novela Mujeres Progresistas de Vigo en 2003, por la obra O Caderno de Bitácora.
- Finalista del Premio Merlín 2005, con la novela juvenil Usha.
- Finalista del Premio Xerais 2005, Arzobispo Xoán de Sano Clemente 2007, por la novela O Club da Calceta.
- Premio Plácido Castro de traducción 2009, por la traducción de la obra Mary Prince, una esclava de las indias occidentales.
- Premio Fervenzas Literarias al mejor libro de ensayo de 2013, por Feminismos, escrito con Olga Castro.
- Premio Xerais 2014 con la novela Desde o conflicto.
- Premio de Novela por Entregas de La Voz de Galicia en el 2014, por A Dúbida.
- Premio Xosé María Álvarez Blázquez de la Asociación Galega de Editores al autor o autora más destacado de 2014.
- I Premio Xohana Torres de ensayo y creación audiovisual, 8 de marzo de 2017, por Corpos exorbitantes. Rosalía de Castro, tradutora feminista, en diálogo con Erín Moure.
- Premio Jules Verne de Literatura Juvenil de Xeiras en 2023, por Furia.[4]